# ŽNL Ličko-senjska 2020./21.
Ovaj članak je podtema članka: 5. rang HNL-a 2020./21.

ŽNL Ličko-senjska u sezoni 2020./21. predstavlja jedinu županijsku ligu u Ličko-senjskoj županiji, te ligu petog stupnja hrvatskog nogometnog prvenstva. 
 
Prvak lige je postao klub "Velebit" iz Žabice. 

## Sustav natjecanja
7 klubova igra dvokružnim liga-sustavom (14 kola, 12 utakmica po klubu). 

## Sudionici
- Bunjevac-Gavran Krivi Put
- Croatia 92 Lički Osik
- Lika 95 Korenica
- Novalja
- Plitvice Mukinje (Plitvička Jezera)
- Sokolac Brinje
- Velebit Žabica

## Ljestvica
| mj. | klub                                | ut. | pob. | ner. | por. | gol+ | gol- | bod |
| --- | ----------------------------------- | --- | ---- | ---- | ---- | ---- | ---- | --- |
| 1.  | Velebit Žabica                      | 12  | 9    | 1    | 2    | 19   | 9    | 28  |
| 2.  | Novalja                             | 12  | 9    | 1    | 2    | 40   | 7    | 28  |
| 3.  | Croatia 92 Lički Osik               | 12  | 6    | 2    | 4    | 22   | 17   | 20  |
| 4.  | Bunjevac-Gavran Krivi Put           | 12  | 4    | 3    | 5    | 18   | 18   | 15  |
| 5.  | Sokolac Brinje                      | 12  | 4    | 2    | 6    | 14   | 25   | 14  |
| 6.  | Plitvice Mukinje (Plitvička Jezera) | 12  | 4    | 0    | 8    | 19   | 24   | 12  |
| 7.  | Lika '95 Korenica                   | 12  | 1    | 1    | 10   | 13   | 45   | 4   |

- "Velebit" prvak radi boljeg međusobnog omjera protiv "Novalje"

## Rezultatska križaljka
| kratica | klub                                | BUNJ | CRO | LIKA | NOV      | PLI | SOK | VEL |
| --- | ----------------------------------- | ---- | --- | ---- | -------- | --- | --- | --- |
| BUNJ | Bunjevac-Gavran Krivi Put           |      | 2:4 | 4:1  | 0:0      | 3:1 | 4:1 | 0:0 |
| CRO | Croatia 92 Lički Osik               | 1:1  |     | 4:2  | 0:3 p.f. | 3:1 | 2:0 | 2:0 |
| LIKA | Lika '95 Korenica                   | 0:1  | 2:1 |      | 0:4      | 1:2 | 1:2 | 1:2 |
| NOV | Novalja                             | 2:0  | 2:1 | 14:1 |          | 3:1 | 5:1 | 1:2 |
| PLI | Plitvice Mukinje (Plitvička Jezera) | 4:1  | 3:2 | 5:0  | 0:3      |     | 0:1 | 1:3 |
| SOK | Sokolac Brinje                      | 2:1  | 1:1 | 3:3  | 0:3      | 2:1 |     | 1:2 |
| VEL | Velebit Žabica                      | 2:1  | 0:1 | 3:1  | 1:0      | 2:0 | 2:0 |     |
| |                                     |      |     |      |          |     |     |     |
| podebljan rezultat - utakmice od 1. do 7. kola (1. utakmica između klubova) rezultat normalne debljine - utakmice od 8. do 14. kola (2. utakmica između klubova) rezultat nakošen - nije vidljiv redoslijed odigravanja međusobnih utakmica iz dostupnih izvora rezultat nakošen i smanjen * - iz dostupnih izvora nije uočljiv domaćin susreta prekrižen rezultat - poništena ili brisana utakmica p - utakmica prekinuta 3:0 p.f. / 0:3 p.f. - rezultat 3:0 bez borbe |                                     |      |     |      |          |     |     |     |

 Izvori: 

## Najbolji strijelci
Izvori:
Strijelci 10 i više golova u ligi. 
| 17 golova - Kristijan Kustić (Novalja) |

## Vanjske poveznice
- nogometnisavezlsz.hr, Nogometni savez Ličko-senjske županije